# Aythami Artiles
Aythami Artiles Oliva (Arguineguín, 2 de abril, 1986) é um futebolista profissional espanhol.

## Títulos

### Xerez
- Vencedor da Segunda División : 2008/09